# Georg von Hertling
Hrabě Georg Friedrich von Hertling (31. srpna 1843, Darmstadt – 4. ledna 1919, Ruhpolding) byl bavorský filozof a politik katolické strany Centrum. V letech 1912–1917 byl bavorským premiérem a v letech 1917 a 1918 krátce německým kancléřem a pruským ministerským předsedou, prvním stranickým politikem v této nejvyšší funkci.
Působil jako profesor filozofie na mnichovské univerzitě. Poslancem Říšského sněmu byl v letech 1875 až 1890 a 1893 až 1912, v letech 1909 až 1912 navíc byl předsedou poslanecké frakce strany Centrum.